# Поммер, Райнхольд
Райнхольд Виктор Поммер (нем. Reinhold Viktor Pommer, 6 января 1935, Zigartice — 26 марта 2014, Хасфурт, Бавария) — западногерманский велогонщик, бронзовый призёр летних Олимпийских игр в Мельбурне (1956).

## Спортивная карьера
Велоспортом начал заниматься с семилетнего возраста, выступал за клуб RMC 1950 e.V. из Швайнфурта. На летних Олимпийских играх в Мельбурне (1956) в составе объединенной немецкой сборной завоевал бронзовую медаль в командной шоссейной гонке. В индивидуальном зачете занял 18-е место. В ФРГ он был награждён высшей спортивной наградой Серебряным лавровым листом. В том же году стал вторым в национальным чемпионате в индивидуальной шоссейной гонке.
В 1958 перешёл в профессионалы, подписав контракт с клубом Torpedo-Rennstall, спонсором которого выступила фирма из Швайнфурта Fichtel & Sachs. За эту команду он выступал до конца своей карьеры. В том же году принял участие в Тур де Франс, но снялся с многодневки после 10-го этапа. В 1961 г. завершил свои выступления на Тур де Франс уже после первого этапа. Также досрочно снялся с чемпионата мира по шоссейным велогонкам во Франции (1958).
Его единственной заметной победой в качестве гонщика-профессионала стала победа в Тур де Уаз (1959), в которой он выиграл этап второй половины дня, однако в итоговом протоколе спортсмен остался только 34-м. В 1958 г. он также был вторым в общем зачете на немецкой трехэтапной велогонке Rik Van Steenbergen и 12-м в традиционном Тур де Люксембург (1959). В 1961 г. стал 34-м в Туре Германии, его лучшим результатом было третье место на третьем этапе.
В 1962 г. вследствие травмы колена он был вынужден закончить свою спортивную карьеру и работал страховым агентом.